# Meizhou
Meizhou (梅州; pinyin: Méizhōu) er en by på præfekturniveau i den østlige del af provinsen Guangdong i den sydlige del af Folkerepublikken Kina. Præfekturet har en befolkning på 4.863.800 indbyggere, og et areal på 15.836 km².
Meizhou blev først etableret som et præfektur ved navn Jingzhou i Nanhan-tiden (911-971). Navnet blev ændret til Meizhou under Song-dynastiet og til Jiaying/Kaying under Qing-dynastiet. Det har også haft navn som Meixian, til det blev Meizhou igen i 1988.

## Administrative enheder
Meizhou består af et bydistrikt, seks amter og et byamt:
- Bydistriktet Meijiang (梅江区), 323 km², ca. 306.100 indbyggere;
- Amtet Mei (梅县), 2.755 km², ca. 610.000 indbyggere;
- Amtet Dabu (大埔县), 2.470 km², ca. 520.000 indbyggere;
- Amtet Fengshun (丰顺县), 2.710 km², ca. 660.000 indbyggere;
- Amtet Wuhua (五华县), 3.226 km², ca. 1,19 mill. indbyggere;
- Amtet Pingyuan (平远县), 1.381 km², ca. 250.000 indbyggere;
- Amtet Jiaoling (蕉岭县), 957 km², ca. 220.000 indbyggere;
- Byamtet Xingning (兴宁市), 2.104 km², ca. 1,12 mill. indbyggere.

## Trafik
Kinas rigsvej 205 passerer gennem området. Den begynder i Shanhaiguan i Hebei og ender i den sydlige del af Shenzhen i provinsen Guangdong. Undervejs psserer den blandt andet Tangshan, Tianjin, Zibo, Huai'an, Nanjing, Wuhu, Sanming, Heyuan og Huizhou.
Kinas rigsvej 206, som også passerer området, løber fra kystbyen Yantai til kystbyen Shantou i provinsen Guangdong. Den går gennem provinserne Shandong, Jiangsu, Anhui, Jiangxi og til slut Guangdong.